# Badischer Riesenregenwurm
Der Badische Riesenregenwurm (Lumbricus badensis) ist ein Ringelwurm aus der Familie der Regenwürmer. Die Art ist ein Endemit der Fichtenwälder des Feldberg-Gebietes und die größte Lumbricus-Art Europas.

## Merkmale
Der Badische Riesenregenwurm hat im Ruhezustand eine Länge von 30 bis 34 cm, ausgestreckt bis zu 60 cm. Die Tiere haben einen Durchmesser von 12 bis 16 mm und erreichen ein Gewicht von 24 bis 32 g, gelegentlich bis 40 g. Die Anzahl der Körpersegmente beträgt 190 bis 210. Die Kopfform ist wie bei allen Lumbricus-Arten tanylob, was bedeutet, dass der Kopflappen das erste Rückensegment teilt. Das Clitellum ist sattelförmig und umfasst die Segmente 31 bis 38 oder 32 bis 38; eine Ausdehnung bis Segment 40 kommt gelegentlich vor. Das vordere Körperdrittel ist dunkelviolett bis dunkelrotbraun, die hinteren beiden Drittel sind bleigrau bis hellgrau.

## Verbreitung
Die Art wurde 1906 erstmals wissenschaftlich beschrieben und bewohnt ein kleines Areal im Südschwarzwald, in Höhenlagen zwischen 300 und 1400 m über dem Meeresspiegel. In den relativ sauren Böden auf Urgestein der Fichtenwälder fehlen der Gemeine Regenwurm (Lumbricus terrestris) und verwandte Arten, so dass sich dort die Art Lumbricus badensis ausbreiten konnte.

## Evolutionäre Entstehung
Biogeographische Studien haben gezeigt, dass der letzte gemeinsame Vorfahre des Badischen Riesenregenwurms und seiner kleineren Schwesterart Lumbricus friendi vor weniger als 10.000 Jahren zum Ende der letzten Eiszeit gelebt hat. Durch geographische Isolation über den Rhein, vermutlich über das Verdriften großer Erd-Wurzel-Ballen, entstanden Lumbricus-Gründerpopulationen, die im Südschwarzwald die damals regenwurmfreien sauren Böden besiedeln konnten. Im Verlauf von nur wenigen tausend Jahren sind die heute geographisch und reproduktiv isolierten Bio-Spezies Lumbricus badensis und Lumbricus friendi aus einer Vorläuferart (archaischer Lumbricus friendi) entstanden (Allopatrische Artbildung). Die Frage, wie der Badische Riesenregenwurm in so kurzer Zeit eine derartige Körpergröße evolvieren konnte, ist nicht zweifelsfrei geklärt. Möglicherweise profitierten größere Individuen von mehreren Selektionsvorteilen: eine verbesserte körpereigene Flüssigkeitsakkumulation während Trockenperioden, bei der oberirdischen Nahrungsbeschaffung, ein weiterer Aktionsradius und die Fähigkeit, größere Blätter und Reisigstücke zu beschaffen, sowie die Fähigkeit, tiefere Rückzugsröhren anzulegen.

## Lebensweise
Der Badische Riesenregenwurm wird bis zu 20 Jahre alt, bleibt seiner bis zu 2,5 m tiefen Wohnröhre treu und betreibt durch Anlegen von Erdkammern Brutfürsorge. Durch das Anlegen derart tiefer Röhren können die Regenwürmer auch strenge Winter ohne Frost-Tod überdauern. Die Wohnröhren sind bis 15 mm breit und mit humosen Exkrementen der Regenwürmer austapeziert. Die Ringelwürmer zersetzen unter Mitwirkung von Mikroorganismen die Fichtennadeln. Die endemischen Ringelwürmer sind daher für den Streu-Abbau in den Böden des Südschwarzwaldes von Bedeutung.

## Würdigung
Die Einzigartigkeit seines Vorkommens lockt vermehrt Ökotouristen in die Region, so dass ihm zu Ehren ein Kinderpark angelegt wurde, in welchem Besucher einen „Regenwurmpfad“ folgen können und der Wurm in Form eines kindgerechten, überdimensionalen Kunstwerks gewürdigt wird.